# Jean Doyon
Pour l’article homonyme, voir Doyon (homonymie).
Jean Doyon, né le 8 mars 1934 et mort à Montréal le 7 juillet 2010, est un acteur québécois.

## Biographie
Jean Doyon est diplômé du Conservatoire d'art dramatique de Montréal, promotion 1956.
Il a interprété plusieurs rôles dans des émissions et des séries télévisées québécoises. Il a également joué dans plusieurs films, dont Le Frère André de Jean-Claude Labrecque. Il a joué aussi dans des pièces de théâtre telles En attendant Godot de Samuel Beckett, Changement à vue de Loleh Bellon et La Puce à l'oreille de Georges Feydeau.

## Filmographie
- 1957 : Quatuor : Dernier Combat et La Maison du bord de l'eau
- 1958-1959 : Demain dimanche (série télévisée) : Olivier Goudreault
- 1958 : Les 90 jours, film de Louis Portugais : René Gagnon
- 1959-1961 : En haut de la pente douce (série télévisée) : Robert
- 1959-1961 : Jeunes visages (série télévisée) : Olivier Goudreault
- 1960-1964 : Filles d'Ève (série télévisée) : Jérôme Grondin
- 1960-1962 : La Côte de sable (série télévisée) : Fred
- 1962 : Histoires extraordinaires : Suicide-club : rôle inconnu
- 1963-1965 : Cœur aux poings, série jeunesse
- 1967-1968 : D'Iberville (série télévisée) : Michel Bégon
- 1968-1971 : Le Paradis terrestre (série télévisée) : Roger Damphousse
- 1984-1985 : Anouchka (série télévisée) : François Mayrand
- 1987 : Le Frère André, film de Jean-Claude Labrecque, avec Marc Legault : le père économe
- 1996-1997 : Urgence (série télévisée) : père du cycliste
- 2000 : Willie (mini-série) : père de Jeannette